# Maiko-san chi no Makanai-san
Maiko-san chi no Makanai-san (japanisch 舞妓さんちのまかないさん) ist eine Manga-Serie von Aiko Koyama, die seit 2016 in Japan erscheint. 2021 erschien eine Anime-Adaption von Studio J.C.Staff.

## Handlung
Die Geschichte spielt in Kyōtos Hanamachi-Geisha-Viertel. Nachdem die Geisha ihre Arbeit spät in der Nacht beendet hat, ruhen sie sich hier in der Lodge aus, um sich auf den nächsten Tag vorzubereiten. Die Geschichte dreht sich um Kiyo, einem Mädchen aus Aomori, die als Köchin in der Geisha-Lodge arbeitet. Sie hat auch eine Freundin namens Sumire, die als Maiko arbeitet.

## Manga
Die Mangaserie wird seit Dezember 2016 im Magazin Shōnen Sunday veröffentlicht. Die Kapitel wurden von Shogakukan auch in bisher 30 Sammelbänden veröffentlicht (Stand Juni 2025).

## Animeserie
Eine Adaption als Anime entstand beim Studio J.C.Staff unter der Regie von Yōhei Suzuki und nach einem Drehbuch von Susumu Yamakawa. Die Musik der Serie komponierte Go Sakabe.
Die für 12 Folgen angesetzte Serie lief vom 25. Februar 2021 bis 27. Januar 2022 bei NHK World. Die Veröffentlicht erschien parallel mit englischen, spanischen und portugiesischen Untertiteln bei Crunchyroll.
Synchronisation
| Rolle     | japanischer Sprecher (Seiyū) |
| --------- | ---------------------------- |
| Kiyo      | Kana Hanazawa                |
| Sumire    | M.A.O                        |
| Kenta     | Minami Takayama              |
| Tsurukoma | Satsumi Matsuda              |
| Okaa-san  | Kaoro Katakai                |
| Onii-san  | Rikiya Koyama                |